# Lorenzo (Texas)
Lorenzo ist eine Stadt im Crosby County im US-Bundesstaat Texas in den Vereinigten Staaten. Das U.S. Census Bureau hat bei der Volkszählung 2020 eine Einwohnerzahl von 964 ermittelt.

## Geografie
Die Stadt liegt am U.S. Highway 82 im Nordwesten von Texas, im südlichen Bereich des Texas Panhandle, ist 32 km östlich von Lubbock und hat eine Gesamtfläche von 2,7 km² ohne nennenswerte Wasserfläche.

## Demografische Daten
Nach der Volkszählung im Jahr 2000 lebten hier 1.372 Menschen in 472 Haushalten und 353 Familien. Die Bevölkerungsdichte betrug 514,3 Einwohner pro km². Ethnisch betrachtet setzte sich die Bevölkerung zusammen aus 64,65 % weißer Bevölkerung, 6,63 % Afroamerikanern, 1,24 % amerikanischen Ureinwohnern, 0,07 % Asiaten, 0,00 % Bewohnern aus dem pazifischen Inselraum und 25,15 % aus anderen ethnischen Gruppen. Etwa 2,26 % waren gemischter Abstammung und 54,01 % der Bevölkerung waren spanischer oder lateinamerikanischer Abstammung.
Von den 472 Haushalten hatten 36,7 % Kinder unter 18 Jahre, die im Haushalt lebten. 57,4 % davon waren verheiratete, zusammenlebende Paare. 13,6 % waren allein erziehende Mütter und 25,2 % waren keine Familien. 23,5 % aller Haushalte waren Singlehaushalte und in 11,2 % lebten Menschen, die 65 Jahre oder älter waren. Die Durchschnittshaushaltsgröße betrug 2,91 und die durchschnittliche Größe einer Familie belief sich auf 3,48 Personen.
32,1 % der Bevölkerung waren unter 18 Jahre alt, 9,5 % von 18 bis 24, 24,7 % von 25 bis 44, 20,3 % von 45 bis 64, und 13,3 % die 65 Jahre oder älter waren. Das Durchschnittsalter war 32 Jahre. Auf 100 weibliche Personen aller Altersgruppen kamen 97,4 männliche Personen. Auf 100 Frauen im Alter von 18 Jahren und darüber kamen 88,7 Männer.
Das jährliche Durchschnittseinkommen eines Haushalts betrug 24.438 USD, das Durchschnittseinkommen einer Familie 31.429 USD. Männer hatten ein Durchschnittseinkommen von 23.646 USD gegenüber den Frauen mit 19.250 USD. Das Prokopfeinkommen betrug 11.606 USD. 35,6 % der Bevölkerung und 25,9 % der Familien lebten unterhalb der Armutsgrenze. Davon waren 45,4 % Kinder und Jugendliche unter 18 Jahren und 22,3 % waren 65 oder älter.